# A La Vieille Russie

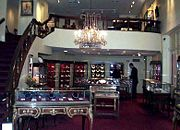
A La Vieille Russie — Интерьер. Фото 2008 г.

A La Vieille Russie (с фр. — «В старой России»), сокращённо ALVR — нью-йоркская антикварная галерея, специализирующаяся главным образом на антикварных ювелирных украшениях и произведениях декоративно-прикладного и изобразительного искусства дореволюционной России и Западной Европы. Особую известность принесла галерее коллекция изделий фирмы Карла Фаберже, созданных в конце XIX века, в частности, по заказу членов императорской семьи. С момента основания галерея приобрела и продала огромное количество изделий фирмы Фаберже, включая императорские пасхальные яйца.
Большую часть коллекции составляют также европейские золотые табакерки, редкий старинный фарфор и другие ценные произведения декоративно-прикладного искусства, живописи и графики, представляющие художественно-исторический интерес. Фирма регулярно предоставляет вещи из своей коллекции на местные и международные музейные выставки и ведёт большую научно- исследовательскую и консультационную работу.

## История

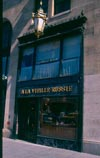
A La Vieille Russie — Фасад. Фото 2009 г.

### Возникновение. Киевский период
A La Vieille Russie была основана в 1851 году в Киеве, в то время относившемуся к Российской империи, как семейный бизнес. Поначалу она была известна как «А. Золотницкий», по имени сына основателя, но вскоре, в соответствии с духом времени и господствовавшей в то время галломании в среде высших классов, ей было дано французское название — A La Vieille Russie. С тех времён оно остаётся неизменным как один из примеров сохранения традиций — принципа, которого придерживаются владельцы этой галереи из поколения в поколение.
Тогда, в Киеве, в конце XIX века, фирму посещал и делал приобретения сам Карл Фаберже, чей киевский магазин был неподалёку.

### Парижский период
После революционных потрясений 1917 года ALVR покинула страну и в 1920 году была вновь открыта в Париже Жаком (Яковом) Золотницким, внуком основателя, и Леоном (Львом) Гринбергом, племянником Жака. К ним вскоре присоединился Александр Шеффер, основавший в 1933 году нью-йоркский филиал галереи. Парижское отделение существовало до 1961 года параллельно с нью-йоркским.
В 20-е годы XX века парижское отделение фирмы на улице Фобур Сент-Оноре, дом 18, было не только процветающим бизнесом, но и центром культурной и интеллектуальной жизни русской эмиграции, где люди встречались и общались. Там бывали Сергей Дягилев, Сергей Лифарь, Фёдор Шаляпин, Григорий Пятигорский и многие другие, знаменитые и не столь знаменитые. Среди клиентов были королева Румынии Мария, Великие княгини Ксения и Ольга (сёстры Николая II), герцог и герцогиня Виндзорские. Их имена, среди прочих, запечатлела книга посетителей.
Деятельность фирмы получила столь высокое признание, что ей было присвоено почётное звание поставщиков египетского и шведского королевских дворов. Тогда, в парижские времена, на официальном бланке для деловой корреспонденции A La Vieille Russie и на её деловой карточке и появились королевские гербы Египта и Швеции, сохраняющиеся с тех пор.

### Нью-Йоркский период
В связи с напряжением, предшествовавшим началу Второй мировой войны, галерея переместилась из Парижа в Нью-Йорк. Поначалу, в 1933 году — в Рокфеллер-центр, затем, в 1941 году — на Пятую Авеню и в 1961 году, после того, как здание, где она располагалась, было разрушено, — обосновалась в том же блоке, но уже на углу Пятой Авеню и 59-й улицы, в самом центре Манхеттена, напротив южного входа в Центральный парк, где и существует по сей день.
В Америке владельцы ALVR быстро приобрели репутацию экспертов по произведениям Ювелирного дома Фаберже и декоративно-прикладному и изобразительному искусству императорской России, что неизменно и поныне. Это помогло сформировать крупнейшие американские коллекции Фаберже, в частности, коллекцию журнала Форбс, ныне проданную, и многие другие, оказавшиеся, в конце концов, по распоряжениям владельцев, в таких музеях как Художественный музей в Кливленде, Музей изобразительных искусств в Вирджинии и Mузей Хиллвуд.
Между 1949 и 1983 годами A La Vieille Russie множество раз организовывала выставки, посвящённые, в частности, Фаберже и его Ювелирному дому. В 1991 году галерея экспонировала фарфор из коллекции Государственного музея — заповедника «Петергоф». А в 2000 году ALVR представила выставку «Золотые годы Фаберже. Предметы и рисунки из мастерской Вигстрема». Среди экспонатов, изготовленных по эскизам Вигстрема, сотрудничавшего с К. Фаберже, фигурировали также предметы из собрания Петербургского Эрмитажа и коллекции музеев Кремля. У сотрудников галереи ушло более двух лет на кропотливую работу по поиску соответствий эскизов и изготовленных по ним реальных вещей, сохранившихся, но разбросанных по миру. По случаю выставки и как итог этой работы, был выпущен объёмный каталог. В 1993 году, в содружестве с галереей Didier Aaron, Inc., имеющей филиалы в Париже и в Нью-Йорке, была проведена выставка графики и живописи Александра Яковлева (1887—1938). Основную её часть составляли работы, созданные художником во время его путешествий в составе экспедиций по Африке и Китаю, организованных автомобильной фирмы Ситроён в 20-е — 30-е гг. и проводившейся под руководством Жоржа-Мари Хаарда, который являлся родственником владельцев галереи «Дидье Аарон». Сейчас, когда после многих лет забвения, к Яковлеву вернулась былая слава, и работы его стали пользоваться спросом на аукционах последних лет, глядя назад, эту выставку нельзя не отметить как важный этап удивительной творческой судьбы художника, как и саму коллекцию его работ, собранных нынешними владельцами ALVR. К выставке был издан каталог, ставший, как и некоторые другие издания ALVR, библиографической редкостью.
В дополнение к собственным выставкам A La Vieille Russie периодически предоставляет экспонаты на временные экспозиции в американские и зарубежные музеи.
Сейчас галерея расширила круг своих интересов и специализируется также на американских и европейских ювелирных украшениях, европейских золотых табакерках XVIII века, старинному русскому серебру, эмалям, фарфору, а также русской живописи XVIII — начала XX вв., иконам и мебели. Коллекция галереи активно обновляется. Деятельность ALVR вызывает неослабевающий интерес у специалистов и коллекционеров, особенно тех, кто интересуется Россией, и всех, кто любит старину. Как и в парижские времена, A La Vieille Russie продолжает аккумулировать вокруг себя самых разных людей, объединённых общими интересами.
На сегодняшний день в руководстве фирмы — представитель пятого поколения владельцев — доктор естественных наук Марк Шеффер, сочетающий свой интерес к науке с любовью и знанием искусства и антиквариата. Двумя другими совладельцами и директорами АLVR являются его отец, Пол Шеффер и Питер Шеффер, — брат Пола. Питер Шеффер является одним из руководителей Американского общества историков ювелирного искусства и председателем Международного фонда музея Эрмитаж в Санкт-Петербурге. Нынешние владельцы ALVR — ведущие эксперты по произведениям Фаберже, пользующиеся международным признанием и авторитетом. Каждый из владельцев ALVR сочетает бизнес с научной работой и принимает участие в публикациях, научных конференциях и симпозиумах, посвящённых, в частности, русскому искусству и разнообразным аспектам изучения России, её истории и культуры, в Америке.

## Выставки
- Fabergé. 1949.
- Antique Automatons, 1950.
- Russian Icons, 1962.
- The Art of the Goldsmith and the Jeweler, 1968.
- Fabergé, 1983.
- An Imperial Fascination: Porcelain. Dining with the Czars. Peterhof. 1991  (недоступная ссылка с 10-08-2013 [4385 дней] — история, копия).
- Alexandre Iacovleff — Paintings and Drawings. 1993.
- Golden Years of Fabergé. Drawings and Objects from the Wigström Workshop. 2000.